# Club Independiente Petrolero
Club Independiente Petrolero é um clube de futebol boliviano, sediado na cidade de Sucre. Suas cores são vermelho e branco.

## História
O Independiente Petrolero foi fundado em 4 de abril de 1932 como Independiente Sporting Club, por trabalhadores da Yacimientos Petrolíferos Fiscales Bolivianos (YPFB).
A reunião de fundação do clube ocorreu na residência do futebolista Julio Cueto, situada no bairro de La Recoleta, em Sucre. Seus fundadores foram os sacerdotes Tomás Aspe e Francisco Aguinaco, o professor Isidoro Arguedas, Gerardo Arguedas, Julio Cueto, Teodoro Aldayuz, Roberto Marzana, Gregorio Córdova, Leonardo Coronado, José Gumiel, Miguel Hernández, Armando Moscoso, Vicente Bolaños, Guillermo Echalar, Juan Rojas, José Guerra, Florentino Reyes, José Reyes, Alberto Salas e os irmãos Rodríguez, Barahona, Sandi, Bozo y Paniagua. Originalmente, as cores escolhidas para o clube foram o vermelho e o amarelo, em homenagem aos sacerdotes espanhóis que introduziram o futebol em Sucre, especialmente nas Escolas Franciscanas de La Recoleta.
Ainda em 1932, o Independiente Petrolero foi incluído na Sucre Football Association, atual Asociación Chuquisaqueña de Fútbol (ACHF). Logo em sua estreia, tornou-se campeão invicto da competição. Em 20 de janeiro de 1953, o clube adota a denominação de Club Independiente Sociedad Deportiva, por determinação dos trabalhadores petroleiros do distrito de Chuquisaca. As cores também foram alteradas, passando para o atual vermelho e branco.
Entre 1982 e 1983, e de 1990 a 2003, figurou na primeira divisão do Campeonato Boliviano. Em 1999, participou pela primeira e única vez de uma competição internacional oficial: a Copa Conmebol. Enfrentou o Talleres da Argentina, sendo eliminado na primeira fase. Na primeira partida, em Sucre, o Independiente Petrolero goleou os argentinos por 4 a 1. No jogo de volta, no Estádio Olímpico de Córdoba, o Independiente Petrolero foi derrotado por 3 a 0 no tempo normal, levando a para a  disputa de pênaltis, vencida pelo Talleres por 5x4.
Em 2010, sagrou-se campeão da Primera “A” da Asociación Chuquisaqueña de Fútbol, ao vencer de virada o Fancesa por 2 a 1, com gols dos atacantes Juan Pablo Pérez e Hugo Giménez.
No final de 2020, garantiu seu acesso à primeira divisão do Campeonato Boliviano, após ficar 18 anos fora da elite nacional, juntamente com o campeão Real Tomayapo.
Em dezembro de 2021, sagrou-se campeão boliviano pela primeira vez na história ao vencer na última rodada o Guabirá fora de casa por 3 a 2, aproveitando do tropeço do The Strongest. Com o título, estreará na Copa Libertadores de 2022.    
Pela segunda rodada da fase de grupo da Copa Libertadores 2022 enfrentou o atual bicampeão Palmeiras. No então jogo, o clube brasileiro aplicou uma goleada histórica de 8 gols (placar final 8-1), sendo uma das maiores goleadas da história da Libertadores e a maior do Palmeiras na história da competição. 

## Desempenho em competições oficiais
Copa Conmebol
| Ano  | 1999 |
| Pos. | 8º   |
| ---- | ---- |

## Presidentes
- Enrique Querejazu
- Armando Pereira
- Abel Borja
- Ernesto Poppe
- Luis Giovanni Ávila Guarachi
- Fernando Zambrana[6]
- Oscar Fariseo Laguna

## Rivalidade
O principal rival do Independiente Petrolero é o Universitario de Sucre. Outros rivais de Sucre incluem o Stormer's e a Fancesa. Fora da cidade, o clube possui rivalidade com o Real Potosí, com quem realiza o chamado "Clásico del Sur".